# Загорье (Верхнешарденгский сельсовет)
Загорье — деревня в Великоустюгском районе Вологодской области.
Входит в состав Верхнешарденгского сельского поселения, с точки зрения административно-территориального деления — в Верхнешарденгский сельсовет.
Расстояние по автодороге до районного центра Великого Устюга — 55 км, до центра муниципального образования Верхней Шарденьги — 8,7 км. Ближайшие населённые пункты — Истопная, Упирево, Скороходово.
По переписи 2002 года население — 1 человек.